# Манзарас
Манзарас (тат. Манзарас) — село в Кукморском районе Республики Татарстан, в составе Манзарасского сельского поселения.

## География
Село находится на реке  Нурминка, примыкает к южной части районного центра, города Кукмор. Восточная часть села смежна с деревней Киндер Куль. 
Через село проходят автомобильные дороги регионального значения 16К-0990 «Мамадыш - Кукмор» и 16К-1023 «Обход п. Кукмор с восточной стороны».

## История
Село упоминается в первоисточниках с 1678 года.
В сословном плане, в XVIII веке и вплоть до 1860-х годов жителей села причисляли к государственным крестьянам. Их основными занятиями в то время были земледелие, скотоводство.
По сведениям из первоисточников, в 1859 году в селе действовала мечеть. В начале XX века — мечеть и мектеб.
С 1930 года в селе работали коллективные сельскохозяйственные предприятия, с 2006 года — сельскохозяйственные предприятия в форме ООО.
Административно, до 1920 года село относилось к Мамадышскому уезду Казанской губернии, с 1920 года — к Мамадышскому кантону, с 1930 года (с перерывом) — к Кукморскому району Татарстана.

## Население
Динамика
По данным переписей, население села увеличивалось с 48 душ мужского пола в 1782 году до 517 человек в 1938 году. В последующие годы население села увеличивалось с 380 человек в 1949 году до 948 человек в 2017 году.
Национальный состав
Согласно результатам переписи 2002 года, в национальной структуре населения села татары составляли 94% из 802 человек.

## Экономика
Жители занимаются полеводством, скотоводством, работают на комбикормовом заводе.

## Социальные объекты
В селе также действуют средняя школа, 2 детских сада, дом культуры, библиотека, фельдшерско-акушерский пункт.

## Религиозные объекты
Мечеть «Фаяз джамигъ» (с 1997 года).